# Michael Tebbutt
Michael Tebbutt (nacido el 22 de diciembre de 1970) es un tenista profesional australiano. Su mejor ranking individual fue el n.º 87 alcanzado el 3 de abril de 1995.